# 진도군수 선거
진도군수 선거는 전라남도 진도군의 군수를 선출하는 선거이다.

## 역대 민선 진도군수
| 선거   | 정당 | 정당           | 군수   |
| ------ | ---- | -------------- | ------ |
| 1995년 |      | 민주당         | 박승만 |
| 1998년 |      | 새정치국민회의 | 박승만 |
| 2002년 |      | 새천년민주당   | 양인섭 |
| 2004년 |      | 새천년민주당   | 김경부 |
| 2006년 |      | 열린우리당     | 박연수 |
| 2010년 |      | 민주당         | 이동진 |
| 2014년 |      | 새정치민주연합 | 이동진 |
| 2018년 |      | 더불어민주당   | 이동진 |
| 2022년 |      | 무소속         | 김희수 |

## 역대 선거 결과

### 제1회 전국동시지방선거
|  | 52.48% |

|  | 35.17% |

|  | 12.33% |

### 제2회 전국동시지방선거
|  | 53.10% |

|  | 46.89% |

### 제3회 전국동시지방선거
|  | 54.42% |

|  | 39.62% |

|  | 5.95% |

### 2004년 대한민국 재보궐선거
양인섭 군수의 군수직 상실로 인해 치러진 2004년 대한민국 재보궐선거에서 새천년민주당 김경부 후보가 당선되었다.

### 제4회 전국동시지방선거
|  | 49.33% |

|  | 37.85% |

|  | 12.81% |

### 제5회 전국동시지방선거
|  | 35.75% |

|  | 34.28% |

|  | 22.59% |

|  | 3.81% |

|  | 3.54% |

### 제6회 전국동시지방선거
|  | 56.24% |

|  | 43.75% |

### 제7회 전국동시지방선거
|  | 34.89% |

|  | 30.45% |

|  | 28.84% |

|  | 5.80% |

### 제8회 전국동시지방선거
|  | 58.17% |

|  | 41.82% |